# Grigori Mairanovski
Grigori Moiséyevich Mairanovski (en ruso: Григорий Моисеевич Майрановский; Batumi, Georgia; 1899 – Majachkalá, 1964) fue un médico y bioquímico soviético, desarrollador de sustancias venenosas durante el gobierno de Stalin en la Unión Soviética. Se lo conoce como el "Profesor veneno" y el "Mengele ruso", debido a que ambos utilizaban prisioneros de guerra en sus experimentos médicos.

## Carrera
Nacido en una familia judía en Batumi, Georgia, Mairanovski comenzó sus estudios de medicina en Tiflis y Bakú antes de llegar a Moscú. En 1920 se alista al Partido Comunista de la Unión Soviética.
En 1923, terminó brillantemente sus estudios en el Instituto de Medicina de Moscú, institución educativa más grande de Rusia, y para entonces se había convertido en uno de los principales científicos soviéticos que trabajan en temas toxicológicos. Por lo tanto en 1928 fue nombrado director de los laboratorios de investigaciones toxicológicas en el Instituto de Bioquímica de Moscú, cargo que ocupó hasta 1935.
El primer laboratorio toxicológico soviético fue fundado en 1921, en la más estricta confidencialidad, siendo su trabajo supervisado personalmente por Vladímir Lenin. 
En 1938, ya con Stalin al mando del poder en la Unión Soviética, por órdenes de Lavrenti Beria se fundó el Laboratorio Número 1 de la NKVD (Comisariado del Pueblo para Asuntos Internos) para el desarrollo de sustancias venenosas letales a cargo de Mairanovski.
El laboratorio se ubicaba a unas dos cuadras de la Lubyanka (cuartel general de la NKVD), en el callejón Varsonófievski. 
El laboratorio de Mairanovski fue cerrado en enero de 1946 tras la dimisión de Lavrenti Beria como jefe de la NKVD.
Mairanovski como jefe, inició un programa de desarrollo y experimentos de venenos. Las pócimas inventadas en el laboratorio de Mairanovski entre 1938 y 1946 fueron utilizadas hasta el final de la guerra fría, y su efectividad fue asegurada probándolas en prisioneros. 
A lo largo de su carrera, Mairanovski recibió medallas de primer grado por su labor en la creación de sustancias venenosas. En 1943 fue ascendido al rango de Coronel de la NKVD.
En 1945, finalizada la Segunda Guerra Mundial, Mairanovski y otros dos oficiales fueron enviados a laboratorios alemanes, para obtener información sobre los venenos utilizados por los nazis. Mairanovski regresó a Moscú orgulloso y convencido de que los logros de los expertos nazis fueron mucho más pequeños que los de su equipo.
A partir de 1946 con la ayuda del general Pável Sudoplátov, director adjunto responsable de los servicios secretos, el MVD (que sustituyó a la NKVD) encarga a Mairanovski operaciones precisas: el envenenamiento de nacionalistas, agentes del Komintern o espías de quienes el Kremlin se quería desembarazar discretamente. De esta forma Mairanovski participó durante su vida de varios asesinatos políticos, entre los cuales se encuentran los militares alemanes Helmuth Weidling y Ewald von Kleist, el nacionalista ucraniano Oleksandr Shumski y el ex-guardaespaldas de Trotski Wolfgang Salus; además algunos historiadores sospechan que el diplomático sueco Raoul Wallenberg habría sido asesinado mediante la inyección de alguna sustancia elaborada por Mairanovski.

## Experimentos
Su objetivo era desarrollar un veneno incoloro que matara al hombre al instante, pero que no se encontrara en la sangre del cadáver durante un examen post mortem. 
Los primeros experimentos en el laboratorio de Mairanovski fueron con un derivado del gas mostaza, luego Mairanovski comenzó a experimentar con digitoxina, colchicina, talio, ricina, variando la concentración de estas sustancias y los métodos de su introducción en el organismo humano. Mairanovski elaboró diversas maneras de introducir sustancias tóxicas en el cuerpo de las víctimas. Las sustancias letales se mezclaron con alimentos, agua, inyecciones y en contacto con la piel. También desarrolló cartas venenosas para los disidentes del régimen (éstos, al abrirlas, se intoxicaban con el veneno que Mairanovski había impregnado en ellas) e intento desarrollar un llamado suero de la verdad, balas envenenadas y un bastón con veneno mortal que evitara dañar órganos vitales.
Para ello Mairanovski utilizó presos políticos, prisioneros del GULAG catalogados como enemigos del pueblo, y prisioneros de guerra japoneses, polacos y alemanes (en cautiverio desde el fin de la Segunda Guerra Mundial en 1945).[cita requerida] Mairanovski experimentó con personas de diferente condición física y edades variadas, a fin de tener una imagen más completa acerca de la acción de cada veneno. Los prisioneros no eran tratados por apellido, sino mediante el nombre de "objeto número X".
A todos los prisioneros se les dio un período de observación del veneno de 10 a 14 días. Si durante este tiempo el prisionero no moría era ejecutado. Los prisioneros eran introducidos en una cámara, de la cual las puertas estaban equipadas con un visor de vidrio para lograr su supervisión y el constante mantenimiento del personal para controlar el proceso y la reacción en la víctima. Periódicamente todos los cadáveres de los sometidos a experimentos eran calcinados en un crematorio, excepto uno, que era autopsiado en la clínica Sklifosovski en el corazón de Moscú.
Mairanovski logró su objetivo al lograr que, después de aplicar sustancias venenosas a prisioneros, no se hallara rastro alguno sobre el veneno en sus víctimas. Esto ocurrió cuando prisioneros alemanes de guerra, que habían sido asesinados con veneno de Mairanovski, fueron inmediatamente trasladados a la morgue de la clínica de emergencia de Sklifosovski. Luego de la autopsia, los médicos de Sklifosovski fueron incapaces de encontrar el veneno y concluyeron que los prisioneros de guerra alemanes en realidad habían muerto de causas naturales (insuficiencia cardíaca aguda). El número total de víctimas de los experimentos realizados en el laboratorio, según algunos informes, serían alrededor de 250.

## Detención y liberación
Mairanovski fue detenido el 13 de diciembre de 1951 en una purga que principalmente hizo estragos entre intelectuales de origen judío. En el invierno de 1953 se celebró un juicio contra él, en el cual se lo acusó de realizar espionaje a favor de Japón, ser un nacionalista judío, abuso de poder, el abandono de sus deberes oficiales y robo y posesión ilegal de venenos en su domicilio. Por decisión de la Reunión Especial del Ministro de Seguridad del Estado el 14 de febrero de 1953, Mairanovski fue sentenciado a 10 años de prisión.Desde la Prisión Central de Vladímir, Mairanovski escribió varias cartas a Beria y al Ministro de Seguridad Pública, tratando de solicitar una revisión del caso y obtener su liberación, argumentando la necesidad de mejorar el trabajo con sustancias tóxicas, pero no tuvo éxito. “De mi mano fueron aniquilados más de una decena de enemigos del poder soviético, incluidos nacionalistas de todo tipo”, escribió a Beria en cierta ocasión.[cita requerida] Liberado en diciembre de 1961, recibió una orden para salir de Moscú en 24 horas. Posteriormente se le prohibió establecerse en Moscú, Leningrado u otras ciudades de importancia. 
Tras su liberación, pasó los últimos tres años de su vida como jefe de un laboratorio de bioquímica, bajo arresto domiciliario, como profesor en Majachkalá, capital de Daguestán, en el sur de la RSFS de Rusia.

## Misteriosa muerte
Tras la muerte de Stalin en 1953 y la designación de Nikita Jrushchov como líder de la Unión Soviética, Mairanovski escribió a Jruschov para lograr su rehabilitación como forma de restaurar el prestigio perdido durante sus años en prisión. Mairanovski le recordó a Jrushchov que en 1947 en coordinación con él se reunieron en un tren, en la RSS de Ucrania, para organizar el asesinato político del arzobispo de la Iglesia greco-católica ucraniana Theodore George Romzha, a quien una enfermera le suministró la inyección letal bajo la mirada de Mairanovski.
En esos momentos Jrushchov había dado inicio al proceso de desestalinización en toda la Unión Soviética para borrar rastros del gobierno estalinista y su pasado como servidor de Stalin.Mairanovski falleció en 1964 a causa de una insuficiencia cardiaca aguda, tal como todas las víctimas de sus experimentos, lo que hace sospechar a los historiadores que fue víctima de algún producto de sus propias investigaciones, probablemente asesinado por órdenes de Jrushchov como forma de lograr que no trascendiera su pasado. 